# Wagler's lanspuntslang
Wagler's lanspuntslang (Tropidolaemus wagleri) is een giftige slang uit de familie adders (Viperidae) en de onderfamilie van de groefkopadders.

## Naam en indeling
De soort werd voor het eerst wetenschappelijk beschreven door Friedrich Boie in 1827. Oorspronkelijk werd de wetenschappelijke naam Cophias wagleri gebruikt en later werd de slang aan andere geslachten toegekend zoals Lachesis, Trimesurus, Trigonocephalus en Bothrops. Nu wordt zij ingedeeld in het geslacht Tropidolaemus. Lange tijd werden er drie ondersoorten erkend, één ervan wordt niet meer erkend en de andere wordt tegenwoordig als een aparte soort beschouwd; Tropidolaemus subannulatus.
De soortaanduiding wagleri is een eerbetoon aan de Duitse zoöloog Johann Georg Wagler (1800 - 1832).

## Uiterlijke kenmerken
Bij deze slangensoort is sprake van seksueel dimorfisme. De vrouwtjes worden ongeveer een meter lang en de mannetjes worden niet langer dan 75 centimeter. Ze hebben een lange driehoekig gevormde kop met een relatief dun lichaam, de staart is relatief kort. Ze bevinden zich voornamelijk in bomen en hebben als hulp bij het klimmen een grijpstaart.
De kop is duidelijk te onderscheiden van het lichaam door de aanwezigheid van een insnoering. De mannetjes hebben 21 tot 23 rijen schubben in de lengte op het midden van het lichaam, de vrouwtjes hebben er 23 tot 27. De rugschubben zijn bij mannetjes licht gekield en bij vrouwtjes juist sterk gekield. Aan de onderzijde zijn 134 tot 152 schubben gelegen en onder de staart zijn 45 tot 55 gepaarde staartschubben aanwezig. De anaalschub is gepaard.
Wagler's lanspuntslang komt voor in diverse kleuren en patronen, die ook wel fases genoemd worden. Sommige bronnen classificeren de verschillend gekleurde soorten als verschillende ondersoorten. Kleurvariaties die voorkomen zijn bijvoorbeeld zwart of bruin als basis, met oranje en gele ringen, terwijl ook lichtgroene soorten met gele of oranje ringen voorkomen.

## Levenswijze
De soort is een over het algemeen makkelijk handelbare slang die gedurende lange perioden doodstil op een voorbijkomende prooi kan wachten. Als een prooi voorbijkomt of als de slang gestoord wordt is zij in staat tot snelle uitvallen. Het gif van de soort zorgt voor sterke bloedstolling en kan ook voor mensen schadelijk zijn. Hun dieet bestaat voornamelijk uit knaagdieren, vogels en hagedissen.
De vrouwtjes zetten geen eieren af maar zijn eierlevendbarend, de jongen komen levend ter wereld. Per worp worden 15 tot 41 jongen geboren die ongeveer vijftien centimeter lang zijn.

## Verspreiding en habitat
Wagler's lanspuntslang komt voor in delen van Zuidoost-Azië en leeft in de landen Indonesië, Maleisië, Singapore en Thailand, mogelijk in Vietnam. De habitat bestaat uit vochtige tropische en subtropische laaglandbossen en tropische en subtropische mangroven en moerassen. De soort is aangetroffen van zeeniveau tot op een hoogte van ongeveer 400 meter boven zeeniveau.

## Beschermingsstatus
Door de internationale natuurbeschermingsorganisatie IUCN is de beschermingsstatus 'veilig' toegewezen (Least Concern of LC).